# Marcillat-en-Combraille (tổng)
Tổng Marcillat-en-Combraille là một tổng ở tỉnh Allier trong vùng Auvergne.

## Địa lý
Tổng này được tổ chức xung quanh Marcillat-en-Combraille thuộc quận Montluçon. Độ cao thay đổi từ 210 m (Villebret) đến 645 m (La Celle) với độ cao trung bình 453 m.

## Hành chính
| Giai đoạn        | Ủy viên         | Đảng | Tư cách                                  |
| ---------------- | --------------- | ---- | ---------------------------------------- |
| tháng 3 năm 2004 | Bernard Barraux | UMP  | , thị trưởng của Marcillat-en-Combraille |

## Các đơn vị cấp dưới
Tổng Marcillat-en-Combraille gồm 13 xã với dân số là 5 534 người (điều tra năm 1999, dân số không tính trùng)
| Xã                        | Dân số | Mã bưu chính | Mã insee |
| ------------------------- | ------ | ------------ | -------- |
| Arpheuilles-Saint-Priest  | 307    | 03420        | 03007    |
| La Celle                  | 407    | 03600        | 03047    |
| Durdat-Larequille         | 1 109  | 03310        | 03106    |
| Marcillat-en-Combraille   | 912    | 03420        | 03161    |
| Mazirat                   | 267    | 03420        | 03167    |
| La Petite-Marche          | 215    | 03420        | 03206    |
| Ronnet                    | 177    | 03420        | 03216    |
| Saint-Fargeol             | 218    | 03420        | 03231    |
| Saint-Genest              | 347    | 03310        | 03233    |
| Saint-Marcel-en-Marcillat | 138    | 03420        | 03244    |
| Sainte-Thérence           | 188    | 03420        | 03261    |
| Terjat                    | 228    | 03420        | 03280    |
| Villebret                 | 1 021  | 03310        | 03314    |

## Biến động dân số
| 1962                                                     | 1968  | 1975  | 1982  | 1990  | 1999  |
| -------------------------------------------------------- | ----- | ----- | ----- | ----- | ----- |
| 5 474                                                    | 5 933 | 5 304 | 5 267 | 5 412 | 5 534 |
| Nombre retenu à partir de 1962 : dân số không tính trùng |       |       |       |       |       |